# Herb gminy Bedlno
Herb gminy Bedlno – jeden z symboli gminy Bedlno, ustanowiony 21 kwietnia 2006.

## Wygląd i symbolika
Herb przedstawia na tarczy w polu srebrnym głowę tura czarną wprost, z kolcem złotym. Nad nią trzy wieże czerwone o trzech blankach i podstawach trapezoidalnych oraz oknach prostokątnych. Wieża środkowa o daszku trójkątnym, czarnym i oknie umieszczonym wyżej niż w bocznych. Wieże boczne o daszkach trapezoidalnych, czarnych i oknach w połowie wysokości.